# STS-29
STS-29 var den tjugoåttonde flygningen i det amerikanska rymdfärjeprogrammet och den åttonde i ordningen för rymdfärjan Discovery. Den sköts upp från Pad 39B vid Kennedy Space Center i Florida den 13 mars 1989. Efter nästan fem dagar i omloppsbana runt jorden återinträdde rymdfärjan i jordens atmosfär och landade vid Edwards Air Force Base i Kalifornien.

## Start och landning
Starten skedde klockan 09:57 (EST) 13 mars 1989 från Pad 39B vid Kennedy Space Center i Florida.
Landningen skedde klockan 06:35 (PST) 18 mars 1989 vid Edwards Air Force Base i Kalifornien.

## Uppdragets mål
Huvuduppgiften för detta uppdrag var att placera en satellit i omloppsbana. Detta var den tredje och sista delen av TDRS-systemet (Tracking and Data Relay Satellite), TDRS-4. (TDRS-2 förstördes i den katastrofala Challengerolyckan under uppdraget STS-51-L).